# E. C. Bentley

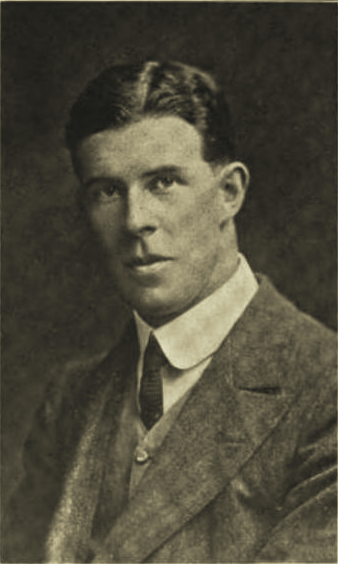
E. C. Bentley

Edmund Clerihew Bentley (* 10. Juli 1875 in London; † 30. März 1956 ebenda) war ein britischer Schriftsteller.

## Leben
An Edmund Clerihew Bentley erinnert man sich als an den Erfinder des Clerihew, einer humorvollen Dichtung, ein kurzer biographischer Vierzeiler mit schrulligem Charakter über bekannte Persönlichkeiten. Er arbeitete als Journalist für mehrere Zeitungen, darunter den Daily Telegraph. Geschätzt wurden außer den Clerihews auch seine Detektivromane, der bekannteste ist Trent’s Last Case (1913). Unter seinen Bewunderern war Dorothy L. Sayers. Einige seiner Werke erlebten in letzter Zeit Neuauflagen.

## Werke (Auswahl)
- Biography for Beginners. Being a collection of miscellaneous examples for the use of upper forms,. Laurie Press, London 1905.
- More Biography. Methuen, London 1929 (illustriert von G. K. Chesterton)
- Baseless Biography. Humorous verses. Methuen, London 1939 (illustriert von Nicolas Bentley).
- Trents letzter Fall. Ein klassischer Kriminalroman aus dem Jahre 1913 („Trent's Last Case“). Heyne, München 1978, ISBN 3-453-10407-2 (früherer Titel Der Sprung durch das Fenster).
- Trent's Own Case. House of Stratur, London 2001, ISBN 0-7551-0328-9 (Nachdr. d. Ausg. London 1936).
- Trent Intervenes. Dent, London 1986, ISBN 0-460-02419-1 (Kurzgeschichten; Nachdr. d. Ausg. London 1953)
- Elephant's work. An Enigma. House of Stratur, London 2001, ISBN 0-7551-0323-8 (Nachdr. d. Ausg. London 1950).